# Alberta von Freydorf

Alberta von Freydorf, verkleidet als Konstanzer Bürgersfrau, ca. 1910

Alberta von Freydorf (geb. Albertine Freiin von Cornberg; * 19. Februar 1846 in Paris; † 8. November 1923 in Karlsruhe) war eine deutsche Schriftstellerin.

## Leben
Alberta (eigentlich Albertine; als Schriftstellerin nannte sie sich Alberta) von Freydorf wurde 1846 als drittes Kind von Otto Karl Wilhelm Joseph Freiherr von Cornberg und der Schauspielerin Wilhelmine Thoene in Paris geboren. Sie entstammte der alten kurhessischen Adelsfamilie Cornberg und wuchs seit 1851 in Karlsruhe auf, wo ihre Mutter ein festes Engagement am Hoftheater bekam. Sie besuchte die Höhere Töchterschule und die Privatschule Boisot; die Jahre 1859 bis 1862 verbrachte sie im Kloster Sacré-Cœur bei Kinzigheim im Elsass.
1866 absolvierte sie ein dreimonatiges Volontariat am Hoftheater Stuttgart. Am 6. November desselben Jahres heiratete sie den 27 Jahre älteren badischen Staatsbeamten und späteren Minister Rudolf von Freydorf. Aus dieser Ehe gingen zwei Söhne hervor (Eugen, 1867–1914, und Rudolf, geb. 1868). Freydorfs Repräsentationspflichten als Politikergattin trugen dazu bei, sie zum Zentrum eines Karlsruher Künstlerkreises zu machen. Sie war unter anderem mit der Mutter Joseph Victor von Scheffels, Josephine Scheffel, befreundet; der Dichter übernahm nach dem Tod ihres Mannes auch die Vormundschaft für die beiden Söhne.
Seit dem Tod ihres Mannes 1882 begann sie verstärkt schriftstellerisch tätig zu werden, wohl auch, um ihre schmale Witwenpension aufzubessern. Sie verfasste zahlreiche Novellen, Märchen, Romane und (Gelegenheits-)Gedichte – einige davon zusammen mit bzw. als Nachfolgerin von Josefine Scheffel –, von denen viele in Zeitungen, Zeitschriften und Kalendern erschienen. Ihr erstes Buch Rhodopis wurde 1885 veröffentlicht. Aus ihren Beziehungen zum badischen Hof heraus entstanden auch Biographien über den Großherzog Friedrich und Kaiserin Augusta. Zudem schrieb sie Festspiele und organisierte lebende Bilder.
Alberta von Freydorf starb 1923 im 78. Lebensjahr. Zu Lebzeiten genoss sie relativ große Popularität, ihr Werk geriet jedoch schnell in Vergessenheit. Ihr Nachlass befindet sich heute in der Badischen Landesbibliothek.

## Werke
- Rhodopis. Ein Märchen (1884)
- Ring, Kranz und Schleier. Ein Märchen als Brautwillkomm (1885)
- Die Liebesquelle von Spangenberg. Eine Erzählung (1885)
- Waldprinzeßchen. Ein Märchen (1885)
- Die Rosen der heiligen Elisabeth. Eine Legende in drei Akten, dramatisirt (1886)
- In der Gaisblattlaube. Ein Märchenstrauß (mit Josefine Scheffel) (1886)
- Allerlei Blumen-, Kinder- und Vogelgeschichten (1887)
- Gott hats gewollt. Ein Trauerkranz, niedergelegt auf die Gruft des höchstseligen Prinzen Ludwig Wilhelm von Baden (1888)
- Der Geiger von Thun (1888)
- Kornblumen und Lorbeerblätter (Gedichte) (1889)
- Großherzog Friedrich von Baden. Ein deutsches Fürstenbild (1892)
- Heil unserem Fürsten! Ein Lebensbild des Großherzogs Friedrich von Baden (1896)
- Die Pulvermacher zu Nürnberg (Opernlibretto) (1901)
- Das Märchen vom Fingerhut (mit Josefine Scheffel) (1905)
- Malcha und Thorild. Schwarzwaldsang aus dem 30jährigen Krieg (mit Josefine Scheffel) (1905)
- Zeppelin-Gedichte aus bedeutungsvollen Tagen (1909)
- Kaiserin Augusta. Zum Andenken an den 100jährigen Geburtstag (1911)
- zahlreiche nicht veröffentlichte Werke